# 江苏电视台综艺频道
江苏省广播电视总台综艺频道，是江苏省广播电视总台的一个频道。该频道主要播出综艺节目，同时播出一些影视剧。前身为1994年12月28日开播的江苏有线电视台文体频道。

## 主要节目
- 震撼一条龙
- 缘定今生
- 缘来不晚
- 荔枝朋友圈
- 行行行
- 一转成双
- 味解乡愁
- 综艺派
- 等着我（外购节目）
- 今日说法（外购节目）
- 别对我说谎（停播）

## 主持人[5]
- 陆之瑞
- 曹洋
- 杨运
- 石子光
- 章珊
- 王婧欣
- 赵博元
- 陈超
- 天天（纪莹莹）
- 陈怡
- 王祖晋

### 曾任
- 邢航，曾任该频道《非常周末》《震撼一条龙》主持人，2012年离职后转入上海广播电视台，担任星尚频道的主持人[6]，现为SMG融媒体中心新闻主播。